# سن دنیز وسترم
سن دنیز وسترم (به لاتین: Sint-Denijs-Westrem) یک منطقهٔ مسکونی در بلژیک است که در خنت واقع شده‌است. سن دنیز وسترم ۶٫۲۴ کیلومتر مربع مساحت و ۵٬۱۳۴ نفر جمعیت دارد.

## خواهرخوانده
شهر مله، آلمان خواهرخواندهٔ سن دنیز وسترم هست.